# Alfredo Passarelli
Alfredo Passarelli (Guardavalle, 16 agosto 1965) è un ex cestista italiano.

## Carriera
Esosrdisce in serie A con la Viola di Reggio Calabria, ma è protagonista di due promozioni in A2 con Gorizia e Ragusa.